# Liste der Erzbischöfe von L’Aquila
Die folgenden Personen waren Bischöfe und ab dem 19. Jahrhundert Erzbischöfe von L’Aquila (Italien):
| Name                            | Bischofszeit | Lebensdaten und Kurzinformation      | Bild                         |
| ------------------------------- | ------------ | ------------------------------------ | ---------------------------- |
| Padua, Berardo da               | 1256–1264    |                                      |                              |
| Sinizzo, Niccolò                | 1267–1294    |                                      |                              |
| Castroceli, Nicola              | 1294–1303    |                                      |                              |
| Conti, Bartolomeo               | 1303–1312    |                                      |                              |
| Delci, Filippo                  | 1312–1327    |                                      |                              |
| Angelo Acciaiuoli               | 1328–1342    |                                      | Der junge Acciaiuoli, kniend |
| Guglielmi, Pietro               | 1343–1346    |                                      |                              |
| Rainaldi, Paolo                 | 1349–1377    |                                      |                              |
| D’Arcione, Isacco               | 1353–1355    |                                      |                              |
| Zacchei, Giovanni               | 1377–1381    |                                      |                              |
| Sidonio, Stefano                | 1381–1382    |                                      |                              |
| Secinari, Clemente              | 1382–1384    |                                      |                              |
| Oddo                            | 1386–1388    |                                      |                              |
| Cola, Ludovico                  | 1389–1399    |                                      |                              |
| Donadei, Giacomo (Jacopo)       | 1401–1431    | 1351–1431;                           |                              |
| Agnifili de Roccha, Amico       | 1431–1472    | 1398–1476; Kardinal                  | Kardinal Agnifili            |
| Agnifili, Francesco             | 1472–1476    |                                      |                              |
| Borgio, Ludovico                | 1477–1485    |                                      |                              |
| Gaglioffi, Giovanbattista       | 1486–1491    |                                      |                              |
| Leone, Giovanni Di              | 1493–1502    |                                      |                              |
| Suardo, Gualtiero               | 1502–1504    |                                      |                              |
| Prato, Giovanni da              | 1504–1506    | ?–1515;                              |                              |
| Franchi, Francesco              | 1517–1523    |                                      |                              |
| Piccolomini, Giovanni           | 1523–1525    | 1475–1537; Kardinal; Administrator   | Kardinal G. Piccolomini      |
| Colonna, Pompeo                 | 1525–1532    | 1479–1532; Kardinal; Administrator   | Pompeo Colonna               |
| Piccolomini, Giovanni           | 1532–1538    | Apostolischer Administrator          |                              |
| Sancio, Bernardo                | 1538–1552    |                                      |                              |
| Della Quadra, Alvaro            | 1553–1561    |                                      |                              |
| D’Acugna, Giovanni              | 1561–1579    |                                      |                              |
| Racciaccaris, Mariano De        | 1579–1592    |                                      |                              |
| Pignatelli, Basilio             | 1593–1599    |                                      |                              |
| Giuseppe de Rossi               | 1599–1605    |                                      |                              |
| Ruenda, Gundisalvo De           | 1606–1622    |                                      |                              |
| Mendoza, Alvaro De              | 1622–1628    |                                      |                              |
| Gaioso, Gaspare De              | 1629–1644    |                                      |                              |
| Del Pezzo, Clemente             | 1646–1651    |                                      |                              |
| Leon, Francesco Tellio De       | 1654–1662    |                                      |                              |
| Angelis, Carlo De               | 1663–1674    |                                      |                              |
| Torricella, Giovanni            | 1676–1681    |                                      |                              |
| Tipaldi, Arcangelo              | 1681–1682    |                                      |                              |
| Della Zerda, Ignazio            | 1683–1702    |                                      |                              |
| Taglialatela, Domenico          | 1718–1742    |                                      |                              |
| Coppola, Giuseppe               | 1742–1749    |                                      |                              |
| Sabatini, Ludovico              | 1750–1776    |                                      |                              |
| Cervone, Benedetto              | 1777–1788    | 1732–1788                            |                              |
| Gualtieri, Francesco Saverio    | 1792–1817    |                                      |                              |
| Manieri, Giovanni               | 1818–1844    |                                      |                              |
| Navazio, Michele                | 1845–1851    |                                      |                              |
| Luigi Filippi                   | 1853–1881    | 1810–1881; erster Erzbischof ab 1876 |                              |
| Augusto Antonio Vicentini       | 1881–1892    |                                      |                              |
| Francesco Paolo Carrano         | 1893–1906    |                                      |                              |
| Pellegrino Francesco Stagni OSM | 1907–1916    |                                      |                              |
| Adolfo Turchi                   | 1918–1929    |                                      |                              |
| Gaudenzio Manueli               | 1931–1941    |                                      |                              |
| Carlo Confalonieri              | 1941–1950    | 1893–1986                            |                              |
| Costantino Stella               | 1950–1973    | 1900–1973                            |                              |
| Carlo Martini                   | 1973–1983    | 1913–1986                            |                              |
| Mario Peressin                  | 1983–1998    | 1913–1999                            |                              |
| Giuseppe Molinari               | 1998–2013    | * 1938                               |                              |
| Giuseppe Kardinal Petrocchi     | seit 2013    | * 1948                               |                              |